# بلسم البيرو

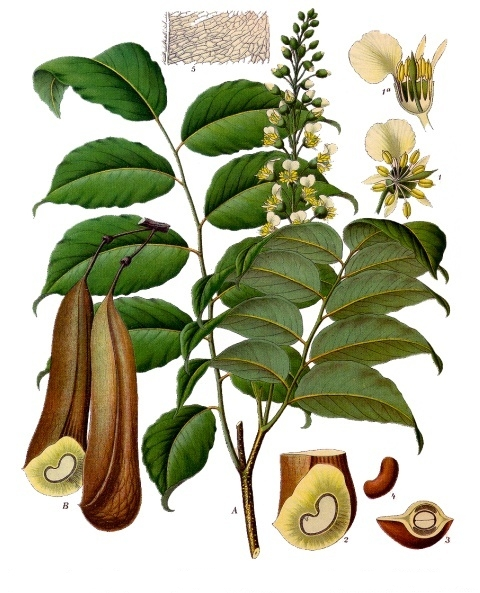

بَلْسَم البيرو (الاسم العلمي Balsam of Peru)، يَنتُج هذا البلسم من شجرة (بلسم البيرو) من فصيلة النجمية. ويكون هذا البلسم وهو جديد، نصف مائع، شفاف، مُصفر اللون، أمًَّا مع الوقت، فيسمر ويتجمد. رائحته من أزكى الروائح العطرية. طعمه مُعطر ولكنه حامز ولاذع. يَسيل هذا البلسم طوعيًا أو بواسطة الحَزّ.

## الوصف
البلسم المخزني هو سائل شرابيّ القوام، مسودّ اللون البني إذا نُظر إليه كَكُتلة، مُحمر اللون البني وهو بطبقة رقيقة ر. يحتوي على حوامض حرة، القليل من لوني لين والفرنيزول وحمض البنزويك وحمض البنزويك وفانيليا وعلى حوالي 60 بالمئة حمض السيناميك|، كما أنه يحتوي على كحول سيناميك و ألدهيد القرفة.

## الاستخدامات
هو مهيج، لائم بلسمي، مطهر، مضاد للطفيليات. قليل الاستعمال الداخلي. من الخارج يُستعمل كدواء موضعيّ ضدّ الجرب والناسور والقرح الشرجي..
بلسم البيرو خفيف السمية، ولكنه بمقادير مُرتفعة قد يحدث تهيج الكلوي أو المعوي، حتى في الاستعمالات الخارجية.